# Janis Dragasakis
Janis Dragasakis, gr. Γιάννης Δραγασάκης (ur. 1 stycznia 1947 w miejscowości Anatoliki w prefekturze Lasiti) – grecki polityk, ekonomista i działacz komunistyczny, poseł do Parlamentu Hellenów, od 2015 do 2019 wicepremier, od 2018 do 2019 również minister gospodarki.

## Życiorys
Studiował nauki polityczne i ekonomiczne w Atenach oraz w London School of Economics. W kraju był aktywistą ruchów przeciwników junty czarnych pułkowników. W Wielkiej Brytanii pełnił funkcję sekretarza organizacji greckich studentów w Londynie. Zawodowo pracował m.in. w sektorze prywatnym.
Był wieloletnim aktywistą Komunistycznej Partia Grecji. W 1991 znalazł się wśród założycieli lewicowego ugrupowania Sinaspismos, z którym później współtworzył Syrizę. W 1989 po raz pierwszy przez kilka miesięcy zasiadał w greckim parlamencie. W listopadzie tegoż roku został wiceministrem finansów w technicznym rządzie Ksenofona Zolotasa, stanowisko to zajmował do kwietnia 1990.
W latach 1996–2000 ponownie był deputowanym. Powrócił do parlamentu w 2003, obejmując mandat, który złożyła Maria Damanaki. W 2004 i w 2007 z powodzeniem ubiegał się o reelekcję. Posłem był wówczas do 2009. W maju i w czerwcu 2012 oraz w styczniu i wrześniu 2015 ponownie wchodził w skład Parlamentu Hellenów. Z rekomendacji Syrizy pełnił funkcję zastępcy przewodniczącego parlamentu. W styczniu 2015 objął stanowisko wicepremiera w nowo utworzonym rządzie Aleksisa Tsiprasa, pełnił tę funkcję do sierpnia tegoż roku, gdy rząd podał się do dymisji. We wrześniu 2015 powrócił na ten urząd w kolejnym gabinecie Aleksisa Tsiprasa. W lutym 2018 powołany dodatkowo na stanowisko ministra gospodarki. W 2019 uzyskał poselską reelekcję, kończąc w lipcu tegoż roku pełnienie funkcji rządowych. Z powodzeniem ubiegał się o ponowny wybór na posła w maju 2023.